# 1700
1700 (MDCC) je bilo izjemoma navadno leto, ki se je po gregorijanskem koledarju začelo na petek, po 10 dni počasnejšem julijanskem koledarju pa prestopno leto, ki se je pričelo na ponedeljek. To je bilo prvo izjemoma navadno leto po uvedbi gregorijanskega koledarja leta 1582, tako da je od 1. marca julijanski koledar zaostajal za 11 dni.
Na Švedskem so tega leta uvedli švedski koledar, po katerem je julijanskemu 28. februarju sledil 1. marec (torej leto ni bilo več prestopno), zato je njihovo štetje dni še vedno zaostajalo 10 dni za gregorijanskim. Švedski koledar je ostal v uporabi do leta 1712.

## Dogodki
- 1. januar - protestantska Zahodna Evropa (razen Anglije) preide na uporabo gregorijanskega koledarja.
- 11. julij - ustanovljena je Pruska akademija znanosti s prvim predsednikom Gottfriedom Leibnizem na čelu.
- 23. november - Klemen XI. nasledi Inocenca XII. kot 243. papež.
- - v inventarju Medičejcev iz Firenc se znajde prva pisna omemba klavirja, ki ga je izumil njihov skrbnik glasbil Bartolomeo Cristofori.

## Rojstva
- 9. februar - Daniel Bernoulli I., švicarski matematik, fizik († 1782)
- 28. november - Nathaniel Bliss, angleški duhovnik, astronom († 1764)
- 4. oktober - Franc Jelovšek, slovenski slikar († 1764)
- 25. december - Leopold II. Maksimilijan Anhalt-Dessauški, princ in pruski general († 1751)

## Smrti
- 1. november - Karel II. Španski, španski kralj (* 1661)